# 報国丸級貨客船
報国丸級貨客船とは、かつて大阪商船が運航した貨客船のクラスの一つで、優秀船舶建造助成施設の適用を受けて1938年（昭和13年）から太平洋戦争開戦をまたいで1942年（昭和17年）にかけて玉造船所/三井造船で3隻が建造された。
同じ大阪商船のあるぜんちな丸級貨客船、日本郵船の新田丸級貨客船とともに優秀船舶建造助成施設で建造された貨客船のクラスであり、南アフリカ航路に就航したが、第二次世界大戦による戦乱が世界を覆い尽くしつつある時期ゆえに予定通りの活躍はできなかった。日本海軍の後ろ盾により、有事の際には特設艦船として改装できるように配慮されていた貨客船のクラスの一つでもある。また、竣工時期がわずかな平和が残っていた時期、開戦間近の時期および開戦後と3つに分かれたことにより、形態もまた三種三様に分かれた。太平洋戦争では3隻すべてが特設巡洋艦および特設運送船として運用され、すべて戦没した。
本項では主に、建造の背景や技術的な面などについて説明する。個々の船についてはごく簡単に説明するにとどめ、詳細は当該項目を参照されたい。

## 建造までの背景
大阪商船とアフリカの関わりは1916年（大正5年）12月までさかのぼり、決して縁の浅い土地ではなかった。このころは南米航路の貨客船がダーバン、ケープタウン、ポートエリザベスといった南アフリカ連邦の主要港に寄港する形であったが、貿易業者からの要望を受けて航路開設に関する研究が行われ、1926年（大正15年）3月にアフリカ東岸線が開設され、翌4月には命令航路に指定された。この航路には当時、日本郵船やオランダのKoninklijke Paketvaart-Maatschappij (KPM)、ドイツの北ドイツ・ロイドなどといった有力船会社がひしめいていたが、大阪商船は友好関係を築いて協定締結などに務めた。航路の勢力図に変化が起こったのは1931年（昭和6年）のことである。この年、日本郵船との間に「郵商協定」が締結され、競合していた日本郵船がアフリカ航路から撤退することとなった。日本郵船の撤退分を大阪商船が補完することとなり、従来はケープタウンどまりだった航路を南アメリカに延長して規模を広げることとなった。また、川崎汽船、国際汽船および山下汽船の船腹を活用しなければならないほど貿易量が増加した。大阪商船はまた、1933年（昭和8年）に南アフリカ経由ダカールにいたるアフリカ西岸線を開設する。この航路もイギリスのエルダー・デンプスター・ラインを筆頭とするヨーロッパの船会社が主力を占めており、大阪商船はそこに割って入る形となった。しかし、アフリカ東岸線もアフリカ西岸線も、当時主力だったのは「ありぞな丸」（9,683トン）や「あらすか丸」（7,378トン）などのレシプロ船であった。
当時の日本の海運業界は経済不況の影響をまともに受け、大量の中古船が係船されている有様であった。船質改善のために1932年（昭和7年）からの三次にわたる船舶改善助成施設で新型の優秀船を整備し、続いて対外航権の拡張と国防的見地から優秀船舶建造助成施設が計画され、1937年（昭和12年）度から実施されることとなった。優秀船舶建造助成施設において逓信省は、貨客船と貨物船合わせて30万総トンの建造を助成する計画であったが、そのうち貨客船については12隻15万総トンを建造することとされ、日本郵船が7隻、大阪商船が5隻という内訳となった。大阪商船の5隻のうち2隻は「国策豪華船」あるぜんちな丸級貨客船であるが、残る3隻はアフリカ東岸線の改善に充てられることとなった。これが報国丸級貨客船である。なお、これと前後する形でアフリカ西岸線にも改善のために西阿丸型貨物船3隻を投入することとなったが、この3隻は大阪商船が国際汽船株を手中にする際に、同時に建造を肩代わりしたものである。

## 一覧
| 船名          | 起工           | 進水          | 竣工          | 出典   |
| ------------- | -------------- | ------------- | ------------- | ------ |
| 報国丸        | 1938年8月18日  | 1939年7月5日  | 1940年6月22日 | [ 16 ] |
| 愛国丸        | 1938年12月28日 | 1940年4月25日 | 1941年8月31日 | [ 16 ] |
| 興国丸→護国丸 | 1939年7月31日  | 1942年4月2日  | 1942年10月7日 | [ 17 ] |

## 建造と特徴、就役
報国丸級貨客船は、大阪商船工務部長を務めた和辻春樹にとっては最終期の作品であり、「最後の傑作」とも言われる。あるぜんちな丸級貨客船と同様、代用資材を使用して内装を仕上げ、「報国丸」には「奈良」、「愛国丸」には「京都」と呼ばれる特別船室が設けられて「国際的水準の船客設備」を完備していた。しかし、短期間ながら商業航海を行うことができた「報国丸」はともかく、竣工翌日に徴傭された「愛国丸」の船客設備は一般に見られることなく姿を消した。第3船「護国丸」にいたっては完全に軍用船としての装備となり、客室はすべて大広間に統一された。
大阪商船は、あるぜんちな丸級貨客船までの主だった貨客船の建造を三菱長崎造船所に発注していた。しかし、この報国丸級貨客船建造前後からは玉造船所（三井造船）、川崎重工業に発注するようになった。大阪商船出身の海事史家である野間恒はその理由について、「永年発注してきた三菱長崎造船所との関係が微妙になり」 というぼやけた表現でしか説明していない。報国丸級貨客船は、オーストラリア航路向けに建造されたかんべら丸型貨物船2隻および沖縄航路向けの波上丸級貨客船2隻に続く玉造船所の大阪商船向け船舶の第三弾として建造された。また、玉造船所が大型貨客船を建造するのは報国丸級貨客船が最初であり、「労苦は想像を絶するもの」だった。
「護国丸」は当初「興国丸」と命名されていたが、発音が「こうこくまる」では「ほうこくまる」と紛らわしいことから「護国丸」に改められた。しかし、改称時期は定かではない。「報国丸」竣工間際の1939年（昭和14年）から1940年（昭和15年）ごろの当時の新聞記事では「興国丸」の名前があり、「興国丸」を計画時のみの名前とする文献もあるものの、新聞記事を参照する限りは計画だけにとどまらず一般に公表されていた名前だった。これに限らず、報国丸級貨客船の船名は、これまで地名や色に由来する船名を付けていた大阪商船の船隊において、例外的に時局に沿った船名が付けられた。
報国丸級貨客船は「あるぜんちな丸」（12,755トン）と同じ1937年（昭和12年）7月15日に建造契約が締結されたが、締結直前に勃発した日中戦争の影響を受け、建造スケジュールは大幅に乱れることとなった。当初は昭和14年中に3隻がそろう予定と報じられ、次いで「昭和14年暮れから昭和15年春」に相前後して処女航海に出ると報じられる。昭和15年の年頭には「愛国丸」と「興国丸（護国丸）」は昭和15年中には就航すると報じられ、竣工時期はさりげなく遅延していった。そして、「愛国丸」と「興国丸（護国丸）」は一般の商船として世間の前に姿を見せることはなかった。「報国丸」のみは昭和15年6月に竣工後アフリカ東岸線に就航したが、優秀船保護のためわずか一航海で撤退して大連航路に移り、太平洋戦争勃発直前に「愛国丸」とともに特設巡洋艦となった。建造期間が戦争勃発をまたいだ「興国丸（護国丸）」は特設巡洋艦として建造されることとなり、デリックポストが3基以上ある状態で進水式を迎えたが、竣工時には2基に減じられ、「報国丸」および「愛国丸」とは姿を大幅に改めることとなった。

## 備考
野間は、あるぜんちな丸級貨客船は当初、報国丸級貨客船に似通ったスタイルになる予定だったと推測している。野間によれば「一九三六年末」に「一万二七〇〇トン、最高速力一六ノットの貨客船」が計画され、さらに、その新型貨客船は「在来船よりも船客定員の少ない貨物主体の貨客船で、後の報国丸型のような船ではなかったろうか」としている。しかし、当初計画していた要目では助成施設の適用外となる可能性があったのか、日本海軍の要望に合致するよう修正され、あるぜんちな丸級貨客船は「大阪商船が社運を賭けて建造した」豪華船として竣工した。

## 要目一覧
| 船名          | 総トン数/ (載貨重量トン数) | 全長/垂線間長            | 型幅    | 型深    | 主機/馬力（最大）                        | 最大速力    | 出典          |
| ------------- | -------------------------- | ------------------------ | ------- | ------- | ---------------------------------------- | ----------- | ------------- |
| 報国丸        | 10,438 トン （9,615トン）  | 160.8 m Loa 152.25 m Lpp | 20.20 m | 12.40 m | 三井B&W ディーゼル機関2基2軸 16,111 馬力 | 21.1 ノット | [ 30 ] [ 31 ] |
| 愛国丸        | 10,437 トン （9,615トン）  | 152.25 m Lpp             | 20.20 m | 12.40 m | 三井B&W ディーゼル機関2基2軸 15,833 馬力 | 20.9 ノット | [ 32 ]        |
| 興国丸 護国丸 | 10,438 トン （9,615トン）  | 152.25 m Lpp             | 20.20 m | 12.40 m | 三井B&W ディーゼル機関2基2軸 16,110 馬力 | 21.1 ノット | [ 33 ]        |

## ギャラリー

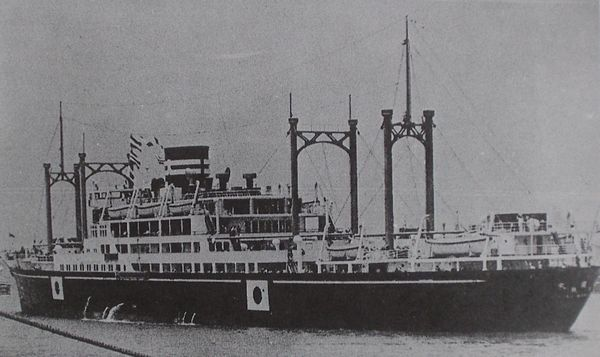
「報国丸」
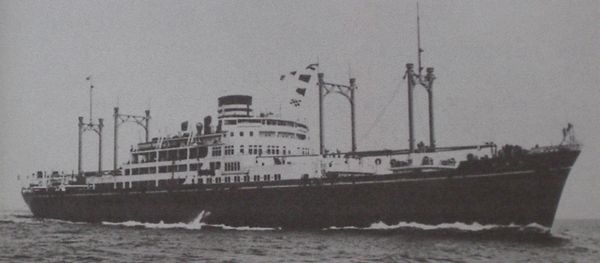
「愛国丸」（1941年8月31日）
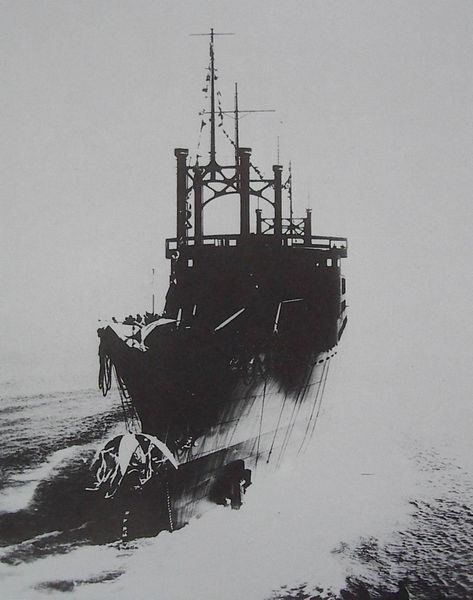
「興国丸（護国丸）」[注釈 3]の進水式（1942年4月2日）
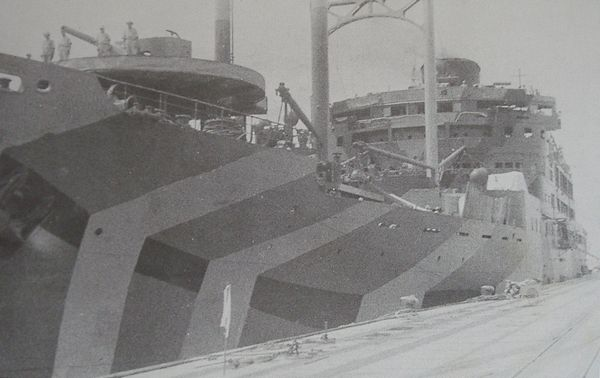
「報国丸」（1942年5月・ペナン）
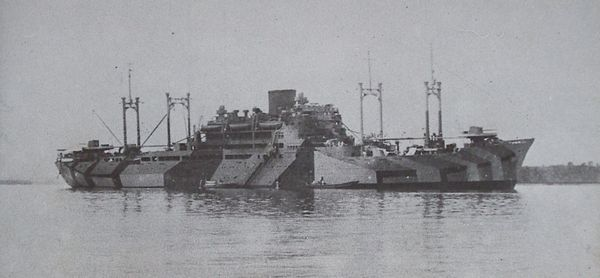
「報国丸」（1942年7月29日・セレター軍港）
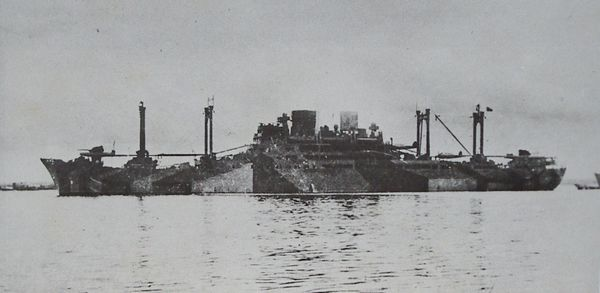
「報国丸」（1942年9月18日・セレター軍港）
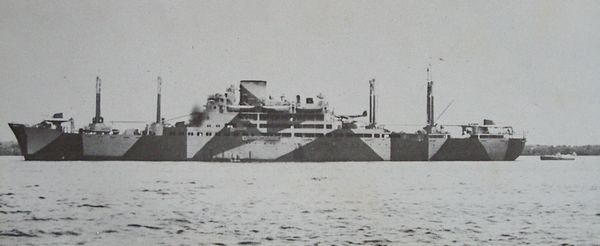
「愛国丸」（1942年8月22日・セレター軍港）